# Universidade Baylor
A Universidade Baylor (em inglês:  Baylor University) é uma universidade privada batista localizada em Waco, no estado do Texas, nos Estados Unidos da América. É afiliada à Convenção Batista Geral do Texas (Convenção Batista do Sul). 

## História
Em 1841, um projeto de fundação de universidade foi adotado pela União da Associação Batista, seguindo uma ideia do juiz e pastor Robert Emmett Bledsoe Baylor, de James Huckins e do pastor William Milton Tryon. A universidade é oficialmente fundada em 1845. 

## Afiliações
É membro da Convenção Batista Geral do Texas (Convenção Batista do Sul) e da Associação Internacional de Faculdades e Universidades Batistas. 

## Campus

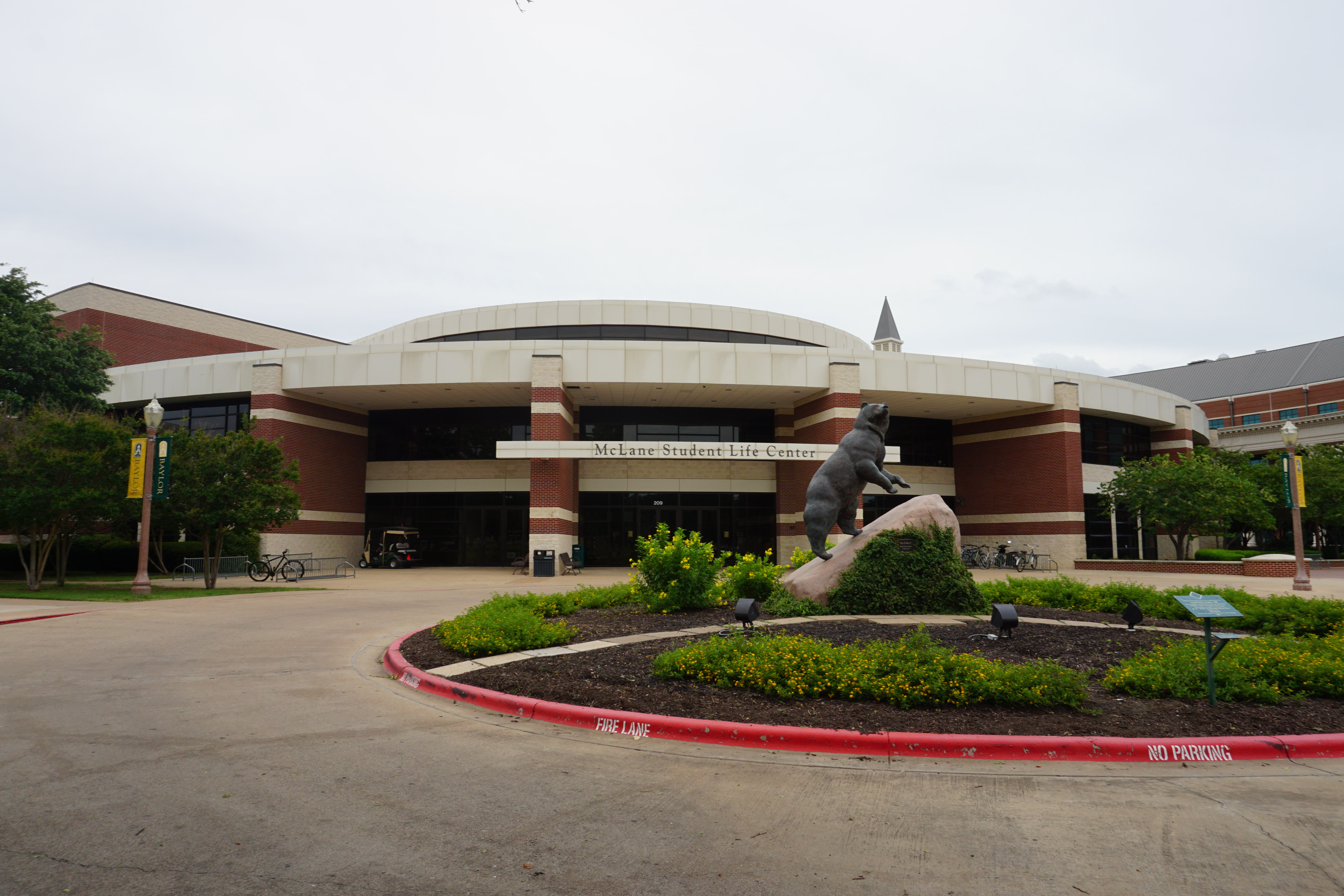
McLane Student Life Center
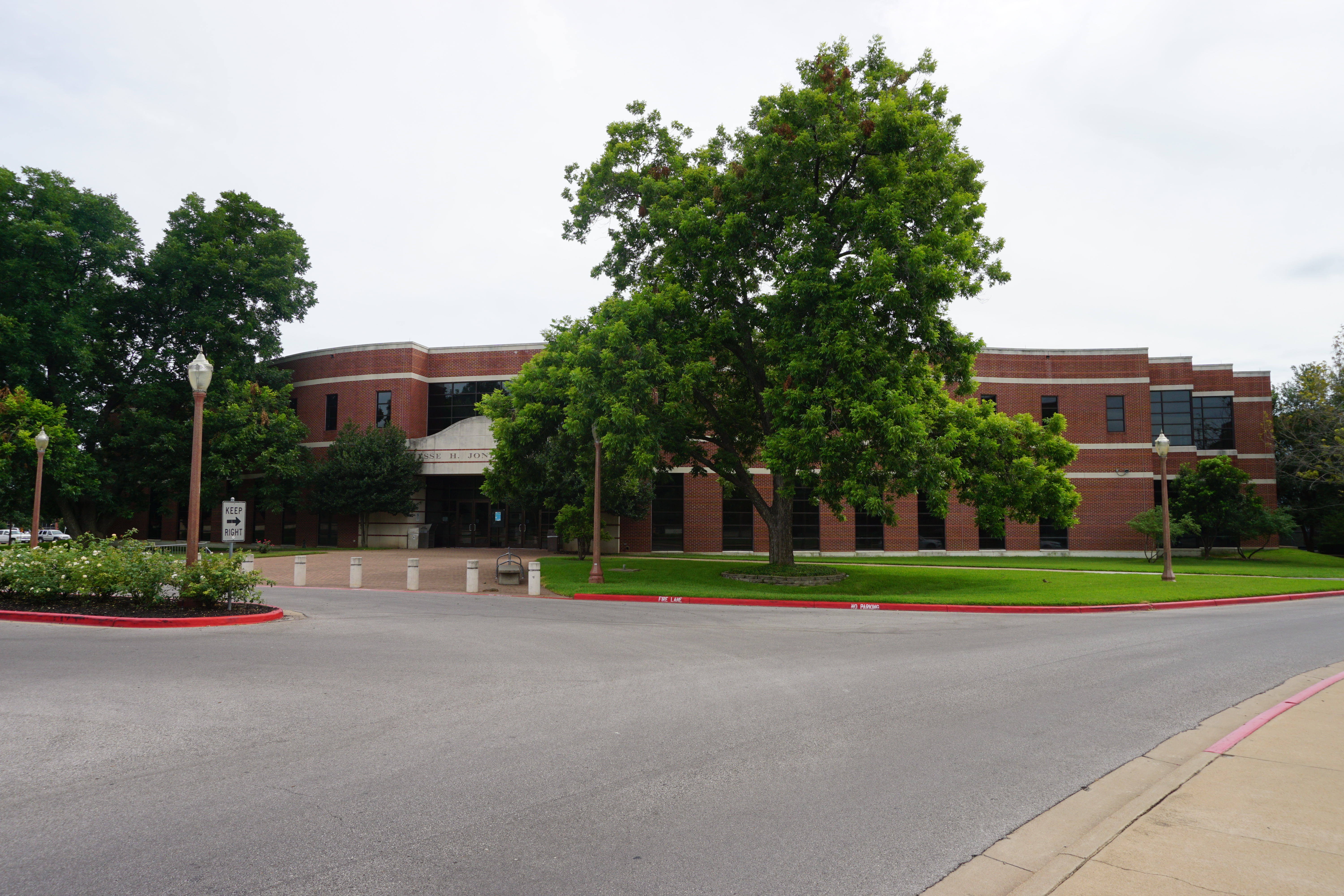
Jesse H. Jones Library
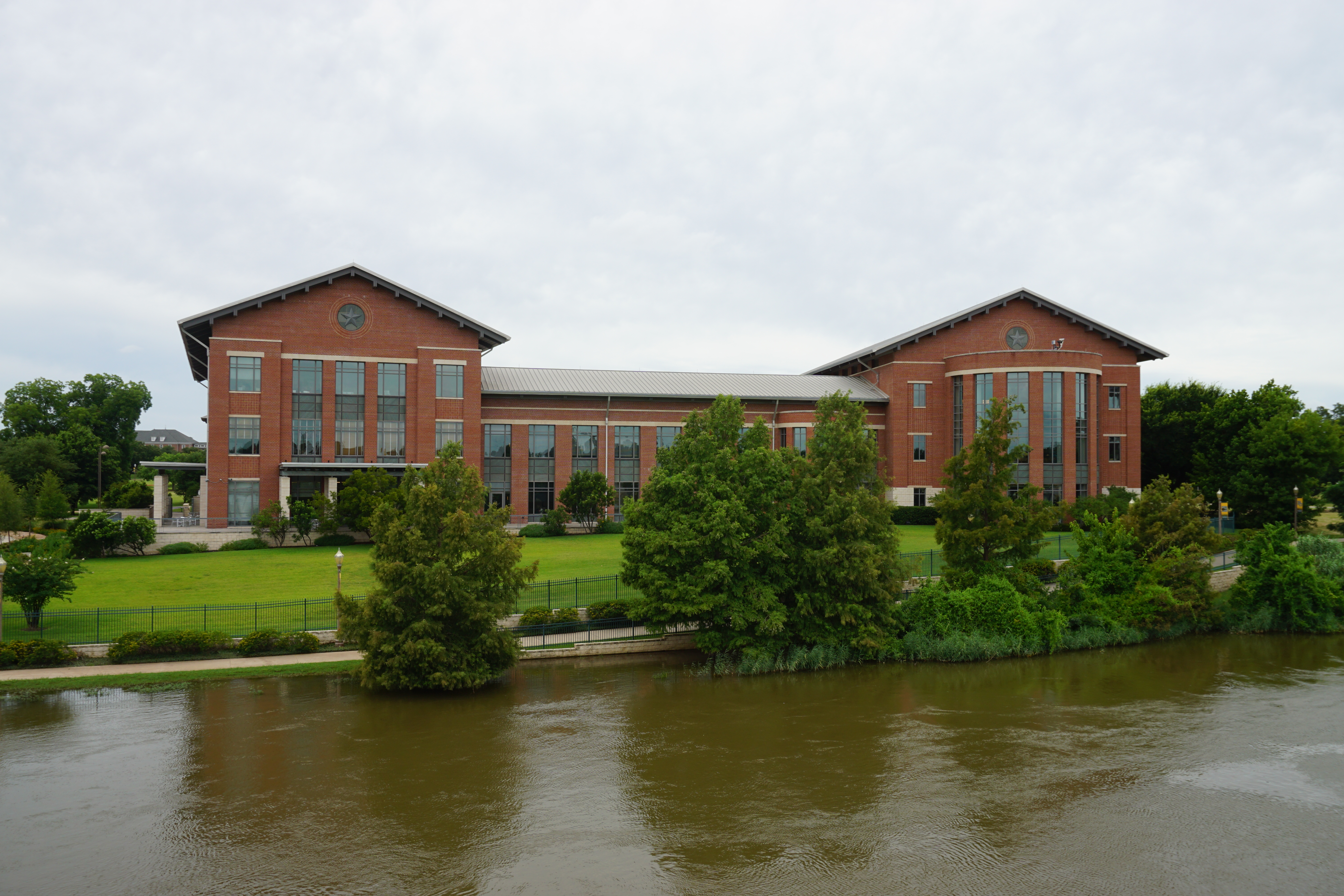
Sheila and Walter Umphrey Law Center
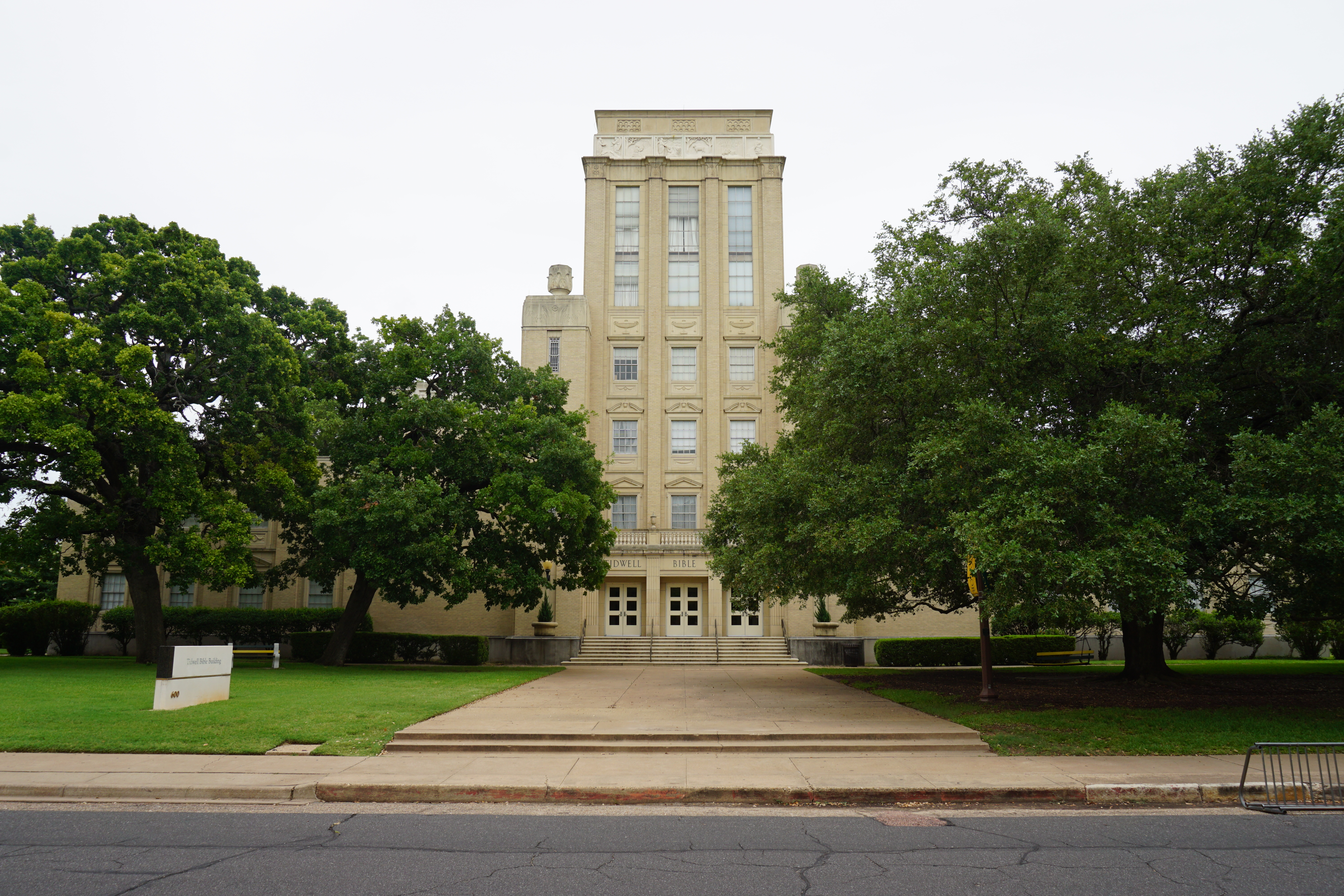
Tidwell Bible Building
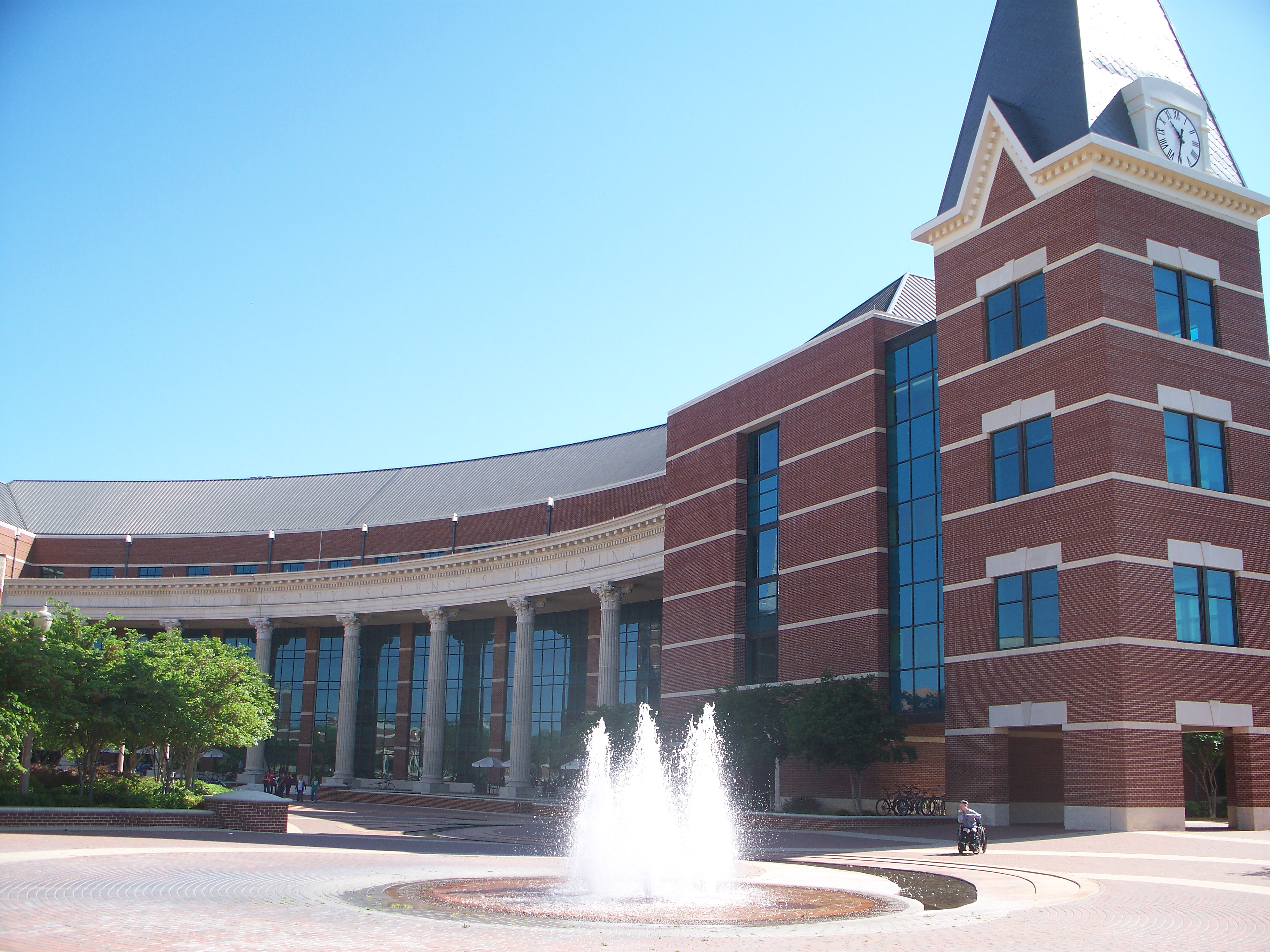
Faculté des sciences
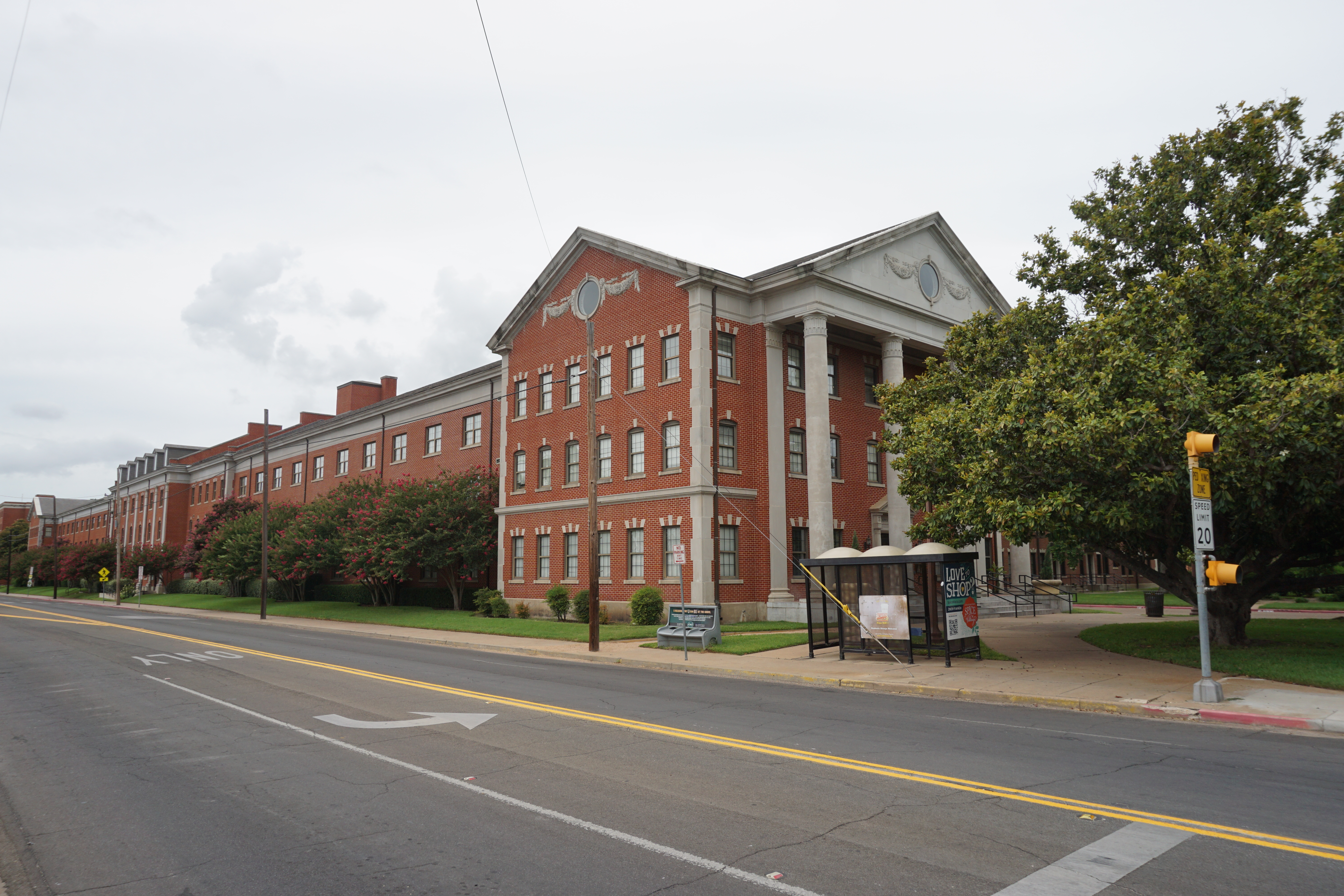
Allen Residence Hall
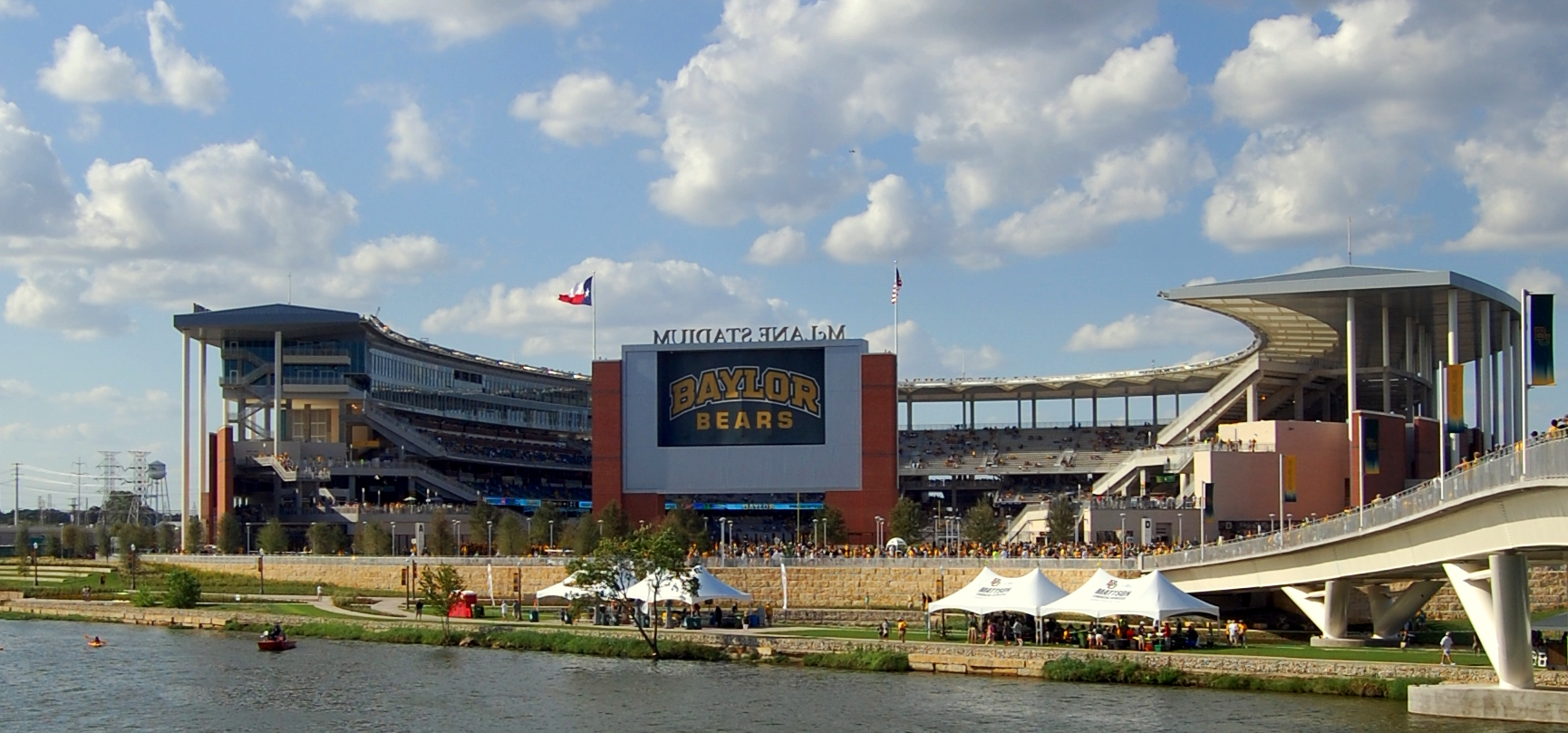
McLane Stadium